# Cortés (departement)
Departamento de Cortés är ett departement i Honduras. Det ligger i den västra delen av landet, 170 km nordväst om huvudstaden Tegucigalpa. Antalet invånare är 1 202 510. Arean är 3 923 kvadratkilometer.
Terrängen i Departamento de Cortés är bergig åt sydväst, men åt nordost är den kuperad.
Departamento de Cortés delas in i kommunerna:

1. Choloma
2. La Lima
3. Omoa
4. Pimienta
5. Potrerillos
6. Puerto Cortés
7. San Antonio de Cortés
8. San Francisco de Yojoa
9. San Manuel
10. San Pedro Sula
11. Santa Cruz de Yojoa
12. Villanueva

Följande samhällen finns i Departamento de Cortés:

- San Pedro Sula
- Choloma
- Puerto Cortez
- La Lima
- Villanueva
- Cofradía
- Potrerillos
- Santa Cruz de Yojoa
- Baracoa
- Pimienta Vieja
- San Manuel
- Cuyamel
- San Antonio de Cortés
- Omoa
- La Jutosa
- Pueblo Nuevo
- Río Lindo
- Casa Quemada
- Armenta
- El Porvenir
- El Zapotal del Norte
- Río Blanquito
- Quebrada Seca
- Monterrey
- El Plan
- Cañaveral
- Nuevo Chamelecón
- San Francisco de Yojoa
- El Llano
- El Milagro
- El Marañón
- Los Naranjos
- Chotepe
- La Sabana
- San Buenaventura
- El Tigre
- San José del Boquerón
- Río Chiquito
- Puerto Alto
- Santa Elena
- Oropéndolas
- Travesía
- El Olivar
- Bejuco
- La Guama
- Los Caminos
- El Perico
- La Huesa
- Potrerillos
- El Rancho
- Agua Azul
- Baja Mar
- Agua Azul Rancho
- Chivana
- La Esperanza
- Buenos Aires
- El Zapote
- Corinto
- El Edén
- Nueva Granada